# Фламран
Фламра́н (фр. Flammerans) — коммуна во Франции, находится в регионе Бургундия. Департамент коммуны — Кот-д’Ор. Входит в состав кантона Осон. Округ коммуны — Дижон.
Код INSEE коммуны — 21269.

## Население
Население коммуны на 2010 год составляло 422 человека.
| 1962 | 1968 | 1975 | 1982 | 1990 | 1999 | 2010 |
| ---- | ---- | ---- | ---- | ---- | ---- | ---- |
| 317  | 303  | 262  | 322  | 358  | 335  | 422  |

## Экономика
В 2010 году среди 268 человек трудоспособного возраста (15—64 лет) 188 были экономически активными, 80 — неактивными (показатель активности — 70,1 %, в 1999 году было 72,1 %). Из 188 активных жителей работали 174 человека (98 мужчин и 76 женщин), безработных было 14 (9 мужчин и 5 женщин). Среди 80 неактивных 29 человек были учениками или студентами, 27 — пенсионерами, 24 были неактивными по другим причинам.